# Шагулыева, Амангозель
Амангозель Шакулиевна Шагулыева (туркм. Amangözel Şagulyýewa; 1940 год, Шордепе) — туркменская поэтесса, заведующая отделом газеты «Эдебият ве сунгат». Народный писатель Туркменистана, Герой Туркменистана (2015).

## Биография
Родилась в селе Шордепе Сталинского района Марыйской области в многодетной семье.
Окончила Туркменский государственный педагогический институт имени Сейитназара Сейди.
Трудовую карьеру начала учителем в школе. Затем стала редактором областной газеты в городе Мары, 30 лет заведовала отделом поэзии в редакции газеты «Литература и искусство».
В 2011 году президент Туркменистана подарил ей четырехкомнатную квартиру в новом элитном доме, в дополнение к четырехкомнатной квартире, которая у неё уже была.
В 2015 году за «большой личный вклад в развитие национальной культуры, художественной литературы и поэзии» ей было присвоено звание Герой Туркменистана, она была награждена медалью «Золотой полумесяц».

## Творчество
Первые стихи о Родине для школьной газеты она написала в одиннадцать лет. В 1969 году она впервые послала свои стихи в литературную газету, где они были опубликованы, так состоялся её дебют. Вскоре Курбанназар Эзизов пригласил её на поэтический семинар, где известные туркменские писатели и поэты обсуждали стихи молодых поэтов. Талант Шагулыевой был замечен, в туркменской литературе появилось новое имя. К ней пришло признание читателей, её заметили поэты России, Казахстана, Узбекистана.
В 1971 году был издан первый сборник стихов на туркменском языке «Мой ларчик», а потом в переводе Наума Гребнева и других русских поэтов вышел сборник стихов на русском языке «Я — из Каракумов».
Многие её стихи сегодня положены на музыку, среди них популярными стали песни «Я тебя ждала», «Белый голубь», «Белые цветы».
Она усердно слагает стихи посвященные эпохе «Золотого века» при Сапармурате Ниязове, эпохе «Возрождения» при первом президентском сроке Гурбангулы Бердымухамедова, славит она и эпоху — эпоху «Могущества и счастья», которую объявил Гурбангулы Бердымухамедов после своего избрания на второй президентский срок. Газеты и журналы публикуют её произведения, славящие президента, называя его «Любимый», «Дорогой».
В 2011—2012 годах вышли два новых поэтических сборника Гозель Шагулыевой, которые экспонировались на прошедшей 25-й Московской международной книжной выставке-ярмарке.
В 2015 году была презентована книга стихов «Göwün otyr aý içinde».

## Награды
- Международная премия имени Махтумкули (2013)[10]
- Памятная медаль к «Году Махтумкули Фраги» (2014)[11]
- Медаль «Золотой полумесяц» (2015)[3]
- Памятный знак Туркменистана «Magtymguly Pyragynyň 300 ýyllygyna» (10 декабря 2024) — учитывая большой личный вклад в изучение в эру Возрождения новой эпохи могущественного государства творческого наследия туркменского поэта-классика Махтумкули Фраги и его популяризацию в мире, в воспитание подрастающего молодого поколения в духе почитания национальных ценностей, традиций и обычаев нашего народа, сформировавшихся на протяжении веков, в воспитание качеств патриотизма, высокой нравственности, трудолюбия, гуманизма, храбрости и мужества, а также по случаю 300-летия со дня рождения Махтумкули Фраги[12]